# Список загиблих жінок-військовослужбовців Збройних сил України
У списку наведено втрати серед жінок Збройних сил України у різних військових конфліктах

## Війна в Іраку
| п/п | Прізвище, ім'я, по батькові | Звання/посада                                    | Дата народження | Дата смерті | Місце смерті |
| --- | --------------------------- | ------------------------------------------------ | --------------- | ----------- | ------------ |
| 1.  | Петрик Віра Іванівна        | Старший сержант санітарний інструктор, 7-ма ОМБр | 01.02.1967      | 09.01.2005  | Ес-Сувейра   |

## Війна на сході України
| п/п | Прізвище, ім'я, по батькові       | Звання/посада | Дата народження | Дата смерті | Місце смерті                                     |
| --- | --------------------------------- | --- | --------------- | ----------- | ------------------------------------------------ |
| 1.  | Горбачова Анастасія Валентинівна  | Стрілець, санітар розвідувальної групи, ДУК ПС                                                                                                | 16.03.1983      | 06.08.2015  | Маріуполь                                        |
| 2.  | Носкова Катерина Володимирівна    | Старший солдат, старший телефоніст відділення зв'язку, 17 ОМПБ                                                                                | 23.04.1989      | 16.08.2015  | Горлівка                                         |
| 3.  | Вовк Алла Юліанівна               | Старший солдат, санітарний інструктор 44-ї окремої артилерійської бригади                                                                     | 16.02.1968      | 18.11.2015  | с. Гречишкине, Луганська область                 |
| 4.  | Хоружа Наталія Олександрівна      | Молодший сержант, санінструктор, 54 ОМБр | 09.06.1972      | 02.02.2017  | Луганське, Донецька область                      |
| 5.  | Сургучова Аліна Ігорівна          | Старший солдат, відповідальний виконавець групи спеціального документального забезпечення 53 ОМБр                                             | 27.12.1995      | 13.04.2017  | Бахмут                                           |
| 6.  | Настояща Кіра Ігорівна            | Молодший сержант фельдшер 28-ї окремої механізованої бригади                                                                                  | 07.02.1986      | 18.04.2017  | с. Дубровиця, Львівська область, побутова сварка |
| 7.  | Морозова Надія Олександрівна      | Старший солдат, 10-й окремий мотопіхотний батальйон «Полісся»                                                                                 | 27.10.1993      | 26.06.2017  | Павлопіль                                        |
| 8.  | Галицька Сабіна Станіславівна     | Сержант, старша медсестра приймально-сортувального відділення медичної роти, 10 ОГШБр                                                         | 20.09.1994      | 20.02.2018  | с. Катеринівка (Попаснянський район)             |
| 9.  | Бакланова Олеся Олександрівна     | Солдат, стрілець 1-го мехбатальйону, (92 ОМБр)                                                                                                | 11.01.1999      | 10.11.2018  | Авдіївка                                         |
| 10. | Червона Яна Михайлівна            | Старший солдат, 46-й окремий штурмовий батальйон «Донбас», кулеметниця                                                                        | 16.04.1979      | 02.04.2019  | Новозванівка                                     |
| 11. | Шевченко Ірина Вікторівна         | Сержант санітарний інструктор медпункту батальйону морської піхоти 36-та ОБрМп                                                                | 01.11.1970      | 01.07.2019  | с. Водяне, Донецька область                      |
| 12. | Вітовська Анастасія Олександрівна | Солдат кухар взводу матеріального забезпечення, 24 ОШБ «Айдар»                                                                                | 31.03.1998      | 27.09.2019  | м. Залізне                                       |
| 13. | Никоненко Ярослава Сергіївна      | Старший солдат 101 ОБрО ГШ, снайпер | 25.08.1983      | 15.10.2019  | м. Мар'їнка                                      |
| 14. | Ситник Клавдія Володимирівна      | Сержант 93 ОМБр, старший бойовий медик механізованої роти                                                                                     | 25.02.1986      | 01.02.2020  | с. Новотошківське, Луганська область             |
| 15. | Нікішина Ольга Василівна          | Молодший лейтенант, 16 ОМпБ «Полтава» заступник командира роти з морально-психологічного забезпечення                                         | 07.02.1972      | 10.05.2020  |                                                  |
| 16. | Салахутдінова Олена Миколаївна    | Старший солдат, діловод тилу 37 ОМПБ «Запоріжжя»                                                                                              | 17.10.1985      | 19.12.2020  | Волноваський район                               |
| 17. | Слободянюк Вікторія Миколаївна    | Старший солдат 59-та ОМПБр | 1991            | 08.01.2021  | поблизу м. Бахмут                                |
| 18. | Коляденко Ярослава Іванівна       | Солдат, 56 ОМПБр | 18.10.1992      | 06.02.2021  | Маріуполь                                        |
| 19. | Шемчук Карина Олегівна            | Лейтенант 128-ма окрема гірсько-штурмова бригада, заступник командира роти з морально-психологічного забезпечення                             | 15.02.1999      | 09.06.2021  | Донецька область                                 |
| 20. | Алхімова Тетяна Вікторівна        | Молодший сержант командир відділення безпілотних авіаційних комплексів взводу безпілотних авіаційних комплексів розвідувальної роти, 57 ОМПБр | 26.04.1997      | 06.11.2021  | с. Муратове, Донецька область                    |

## Російське вторгнення з 2022 року
| п/п | Прізвище, ім'я, по батькові       | Звання/посада | Дата народження | Дата смерті | Місце смерті                 |
| --- | --------------------------------- | --- | --------------- | ----------- | ---------------------------- |
| 1.  | Шорис Ольга Павлівна              | Старший солдат, 14-та радіотехнічна бригада (Україна), 141-а окрема радіолокаційна рота                                  | 1978            | 24.02.2022  | с. Липецьке, Одеська область |
| 2.  | Косар Лілія Ігорівна              | Солдат, 14-та радіотехнічна бригада (Україна), 141-а окрема радіолокаційна рота                                          | 1978            | 24.02.2022  | с. Липецьке, Одеська область |
| 3.  | Скурат Тетяна Валентинівна        | Солдат, 14-та радіотехнічна бригада (Україна), 141-а окрема радіолокаційна рота                                          | 1987            | 24.02.2022  | с. Липецьке, Одеська область |
| 4.  | Процишина Наталія Андріївна       | Солдат, 14-та радіотехнічна бригада (Україна), 141-а окрема радіолокаційна рота                                          | 1978            | 24.02.2022  | с. Липецьке, Одеська область |
| 5.  | Барбул Вікторія Вікторівна        | Старший солдат, 14-та радіотехнічна бригада (Україна), 141-а окрема радіолокаційна рота                                  | 1986            | 24.02.2022  | с. Липецьке, Одеська область |
| 6.  | Гуцол Лариса Миколаївна           | Старший солдат, 14-та радіотехнічна бригада (Україна), 141-а окрема радіолокаційна рота                                  | 1975            | 24.02.2022  | с. Липецьке, Одеська область |
| 7.  | Гордієнко Юлія Андріївна          | Майор, Медична служба ЗСУ (підрозділ не встановлений)                                                                    | 29.12.1986      | 24.02.2022  |                              |
| 8.  | Кутішевська Людмила Русланівна    | Старший солдат, 14-та радіотехнічна бригада (Україна), 141-а окрема радіолокаційна рота                                  | 1993            | 24.02.2022  | с. Липецьке, Одеська область |
| 9.  | Шапорова Наталія Миколаївна       | Солдат, 14-та радіотехнічна бригада (Україна), 141-а окрема радіолокаційна рота                                          | 1986            | 24.02.2022  | с. Липецьке, Одеська область |
| 10. | Беріна Олена Віталіївна           | Солдат, 14-та радіотехнічна бригада (Україна), 141-а окрема радіолокаційна рота                                          | 1979            | 24.02.2022  | с. Липецьке, Одеська область |
| 11. | Стратон Алла Вікторівна           | Старший солдат, 14-та радіотехнічна бригада (Україна), 141-а окрема радіолокаційна рота                                  | 1970            | 24.02.2022  | с. Липецьке, Одеська область |
| 12. | Добровольська Олена Миколаївна    | Старший солдат, 14-та радіотехнічна бригада (Україна), 141-а окрема радіолокаційна рота                                  | 1984            | 24.02.2022  | с. Липецьке, Одеська область |
| 13. | Анатій Віра Юріївна               | Лейтенант, ВМС України (підрозділ не встановлений)                                                                       | 28.07.1985      | 24.02.2022  | Чорне море                   |
| 14. | Іващенко Наталія Леонідівна       | Головна корабельна старшина, військова медсестра медпункту військової частини ЗС України (підрозділ не уточнено)         | 1972            | 24.02.2022  | Київська область             |
| 15. | Поліщук Іванна Володимирівна      | старший солдат 80-ї окремої десантно-штурмової бригади, бойова медсестра                                                 | 1999            | 25.02.2022  | Олешки                       |
| 16. | Дерусова Інна Миколаївна          | сержант 58-ї окремої мотопіхотної бригади, бойовий медик                                                                 | 05.07.1970      | 26.02.2022  | Охтирка                      |
| 17. | Яковенко Людмила Борисівна        | сержант, головний медиком розвідгрупи (підрозділ не уточнено)                                                            | 22.02.1970      | 26.02.2022  |                              |
| 18. | Пушич Валентина Михайлівна        | старший лейтенант бойовий медик, 72-га окрема механізована бригада                                                       | 18.08.1980      | 27.02.2022  | Бровари                      |
| 19. | Євдокімова Ангеліна Володимирівна | молодший сержант бойовий медик 5-ї механізованої роти 2-го механізованого батальйону 72-га окремої механізованої бригади | 07.06.2001      | 28.02.2022  | Мощун                        |